# Čížkrajice

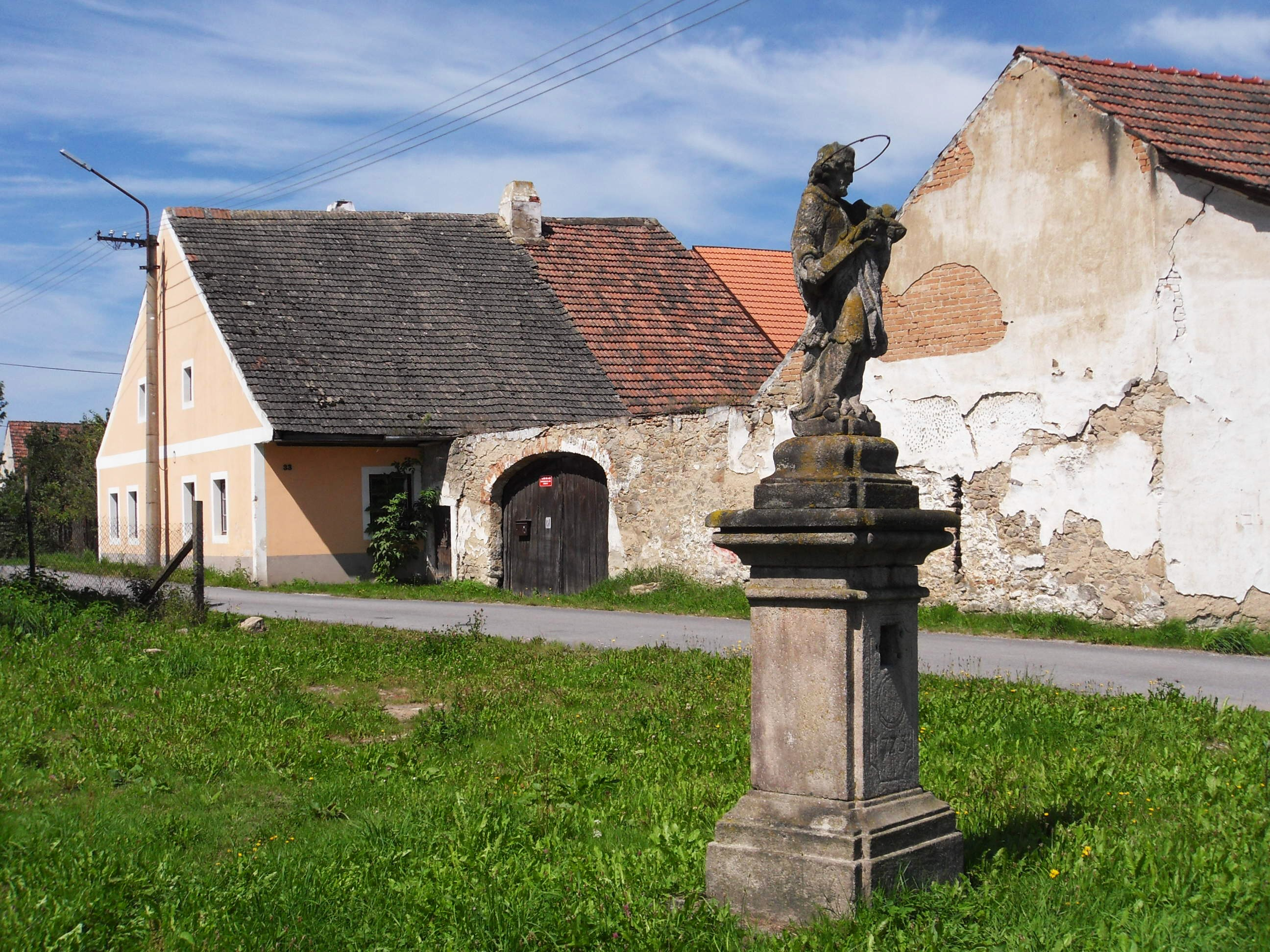
Ehemalige Feste und Statue des hl. Johannes von Nepomuk

Čížkrajice (deutsch Sitzkreis) ist eine Gemeinde in Tschechien. Sie liegt vier Kilometer südlich von Trhové Sviny in Südböhmen und gehört zum Okres České Budějovice.

## Geographie
Čížkrajice befindet sich im Vorland des Gratzener Berglandes in einer Teichlandschaft im Quellgebiet des Baches Boršíkovský potok. Nordöstlich erhebt sich der Hájek (584 m) und im Nordwesten der Na Stráni.
Nachbarorte sind Boršíkov im Norden, Mezilesí und Pěčín im Nordosten, Žár im Osten, Klažary und Kamenná im Südosten, Kukle und Chvalkov im Süden, Na Panském, Louzův Mlýn und Slavče im Südwesten sowie Mohuřice und Lniště im Nordwesten.

## Geschichte
Die Gegend um Čížkrajice gehört zu den ältesten urkundlich belegten Gebieten Böhmens. Während die schriftliche Überlieferung über die Nachbarorte Todně, Něchov, Mohuřice und Žár bereits 1186 einsetzt ist Čížkrajice erst seit 1322 urkundlich belegt. Die Ortsnamen Klažary, Nežetice, Nesměň, Otěvěk, Keblany, Kondrač und Trutmaň sind keltischen Ursprungs und belegen eine weitaus frühere Besiedlung.
Im Mittelalter war Čížkrajice ein befestigtes Dorf, dessen einziges Tor im Nordosten von der Feste zum Weg nach Schweinitz führte. Ein regelmäßiger Dorfplatz besteht nicht. Nach der Inschrift auf einem Grabstein in der Kirche zu Schweinitz gehörte das Allodialgut Sitzkreis im 17. Jahrhundert Johann Bejšovec von Bejšov († 1687). Im Jahre 1745 verkaufte Josepha Reißky von Dubnitz das Gut an Franz von Buquoy auf Gratzen, der es an seine Herrschaft anschloss. 1840 lebten in den 22 Häusern von Sitzkreis / Sickregice 185 Deutsche und Tschechen. Im Ort bestanden ein herrschaftliches Schlösschen, ein verpachteter Meierhof und eine Schäferei. Bis zur Mitte des 19. Jahrhunderts blieb das Dorf immer nach Gratzen untertänig.
Nach der Aufhebung der Patrimonialherrschaften bildete Čížkrajice/Sitzkreis ab 1850 zunächst einen Ortsteil der Gemeinde Pěčín/Haid in der Bezirkshauptmannschaft Budějovice/Budweis und wurde danach ab 1884 zum Ortsteil der Gemeinde Kondráč/Neudorf. Im Jahre 1893 bestand der Ort aus 36 Häusern und hatte 155 Einwohner. Seit 1922 bildete Čížkrajice/Sitzkreis eine eigene Gemeinde im Okres České Budějovice. 1930 lebten in der Gemeinde 142 Personen und 1939 waren es 163. Im Jahre 1943 erfolgte während der deutschen Besetzung die Eingemeindung nach Schweinitz, die nach dem Ende des Zweiten Weltkrieges 1945 wieder rückgängig gemacht wurde. 1948 wurde das Dorf dem neu gebildeten Okres Trhové Sviny zugeschlagen, der zwölf Jahre später wieder aufgehoben wurde. Seitdem gehört die Gemeinde wieder zum Okres České Budějovice. Zu Beginn des Jahres 1991 erfolgte die erneute Eingemeindung nach Trhové Sviny. Seit 1994 bildet Čížkrajice wieder eine eigene Gemeinde.

## Gemeindegliederung
Die Gemeinde Čížkrajice besteht aus den Ortsteilen Boršíkov (Porschiken), Čížkrajice (Sitzkreis), Chvalkov (Chwalkohof) und Mezilesí (Trautmanns) sowie den Wohnplätzen Kukle, Na Panském und Na Stráni.
Das Gemeindegebiet gliedert sich in die Katastralbezirke Čížkrajice und Mezilesí u Trhových Svinů.

## Bevölkerungsentwicklung
| Jahr      | 1869 | 1880 | 1890 | 1900 | 1910 | 1921 | 1930 | 1950 | 1961 | 1970 | 1980 | 1991 | 2001 | 2011 | 2021 |
| --------- | ---- | ---- | ---- | ---- | ---- | ---- | ---- | ---- | ---- | ---- | ---- | ---- | ---- | ---- | ---- |
| Einwohner | 594  | 638  | 639  | 621  | 599  | 568  | 521  | 327  | 338  | 280  | 279  | 270  | 268  | 261  | 283  |

## Sehenswürdigkeiten
- Ehemalige Feste
- Statue des hl. Johannes von Nepomuk, geschaffen 1723
- Kapelle in Čížkrajice
- Kapelle in Mezilesí